# Base aérienne de Larissa
La base aérienne de Larissa « Thessalie » (en grec moderne : Κρατικός Αερολιμένας Λάρισας «Θεσσαλία», code IATA : LRA • code OACI : LGLR) a été construite en 1912. Elle était l'aéroport commercial de Larissa jusqu'en 1997, date de sa fermeture au trafic civil. Actuellement, l'aéroport n'est utilisé que par des avions militaires de l'armée de l'air hellénique, dont la 110e escadre de combat (110 τέρυγα Μάχης, 110) y est stationnée. Les pistes n'ont pas d'ILS.

## Localisation de l'aéroport
L'aéroport est très proche de la ville et de la ligne de chemin de fer de banlieue en direction de Thessalonique (3 km).

## USAF
En mai 2018, il a été annoncé que les drones MQ-9 Reaper de l'US Air Force étaient temporairement basés à Larissa alors que leur base habituelle en Afrique était en cours de rénovation, selon un porte-parole du Pentagone, Eric Pahon. Bien qu'il ait refusé de dire quelle base était le site habituel des MQ-9, il est notoire que l'USAF a étendu ses installations pour les MQ-9 sur la base aérienne 201 d'Agadez au Niger.